# 토니 호크
토니 호크(Tony Hawk, 1968년 5월 12일 ~ )는 미국의 배우 및 스케이트보더이다.
1999년 샌프란시스코에서 개최된 제 5회 X게임에 참가하여 공중 900도 회전을 성공하면서 유명해졌다.
오스트레일리아의 게임제작사 네버소프트에서는 토니 호크와 초상권 계약을 맺고 토니 호크의 프로 스케이터(Tony Hawk's Pro Skater)라는 스케이트보드 게임 시리즈를 제작하기도 했다.